# Sisigis
Sisigis foi um oficial gótico do século VI, ativo durante o reinado do rei Vitige (r. 536–540). No fim de 539 ou começo de 540, era o comandante das guarnições góticas nos Alpes Cócios. Entregou-se ao oficial imperial Tomás e convenceu os demais oficiais góticos a fazerem o mesmo. Foram sitiados por Úreas, mas foram aliviados por João e Martinho em 540.